# Eidgenössisches Sängerfest 1912
Das 22. Eidgenössische Sängerfest fand vom 12. bis 16. Juli sowie 19. bis 23. Juli 1912 in Neuchâtel statt. Insgesamt nahmen 11'500 Sänger in 136 Vereinen teil. Zum ersten Mal fand das Sängerfest in der französischsprachigen Westschweiz statt. Nachdem bereits 1905 das Fest in zwei aufeinanderfolgenden Teilen durchgeführt wurde, fand das Sängerfest nun erstmals in zwei ganz getrennten Gruppen statt.
Festpräsident war Stadtpräsident Jean-Ferdinand Porchat. Präsidenten der Preisgerichts waren der Zürcher Hans Häusermann, der Badener Carl Vogler sowie der deutsche Komponist Philipp Wolfrum. Die Hauptaufführungen der vier Kategorien dirigierten Gabriel Weber und Friedrich Hegar aus Zürich, Karl Attenhofer aus Wettingen und Hermann Suter aus Basel.
Augustin Bächtiger (1888–1971) hatte den ersten Preis für sein Sängerfest-Plakat Lied an die Heimat  gewonnen.